# Cheilanthes hastata
Cheilanthes hastata là một loài thực vật có mạch trong họ Adiantaceae. Loài này được Kunze miêu tả khoa học đầu tiên.